# Sekong (provincija)
Sekong ili Xekong (laoški: ເຊກອງ) je jedna od šesnaest provincija u Laosu. 

## Zemljopis
Provincija se nalazi u južnom dijelu zemlje, prostire se na 7.665 km2.  Susjedne laoške provincije su  Salavan na sjeveru, Attapeu na jugu i Čampasak na zapadu. Salavan ima granicu s Vijetnamom na istoku.

## Demografija
Prema podacima iz 2004. godine u provinciji živi 83.600 stanovnika, dok je prosječna gustoća naseljenosti 11 stanovnika na km². Stanovništvo se sastoji od etničkih skupina Alak (21%), Katu (20%), Tarieng (19%) i Nge/Krieng (11%) te nekoliko manjih skupina.

## Administrativna podjela
Provincija je podjeljena na četiri distrikta:
|       | kod       | ime   | laoški |
| ----- | --------- | ----- | ------ |
|       |           |       |        |
| 15-01 | Lamam     | ລະມາມ |        |
| 15-02 | Kaleum    | ກະເລິມ |        |
| 15-03 | Dakcheung | ດັກເຈິງ |        |
| 15-04 | Thateng   | ທ່າແຕງ |        |